# Irene Haschke
Irene Haschke (nacida en Friedeberg (Neumark), actualmente Polonia, el 16 de febrero de 1921) y fallecida en una fecha desconocida 
fue una guardiana (SS Aufseherin) de los campos de concentración nazis, participante del Holocausto judío en la Segunda Guerra Mundial.

## Biografía
Trabajó en una fábrica textil hasta el 16 de agosto de 1944 cuando fue reclutada por las SS y enviada al campo de concentración de Gross-Rosen por cinco semanas para entrenamiento como vigilante (Aufseherin).
Fue transferida a la cárcel de Mährisch-Weißwasser por tres semanas como SS Aufseherin. Posteriormente regresó a la fábrica textil. Fue evacuada el 15 de febrero de 1945 hacia el campo de concentración de Bergen-Belsen, donde llegó el 28 de febrero de 1945.
Fue detenida por el Ejército Británico el 15 de abril de 1945 y obligada a enterrar los cuerpos de los prisioneros muertos en el campo por la epidemia de tifus. 
El 17 de septiembre de 1945 es presentada por los británicos en el llamado Juicio de Bergen-Belsen, donde la Corte acusó a Josef Kramer y a otras 44 personas que habían trabajado en Auschwitz y en Belsen. Este juicio se celebró en el número 30 de Lindenstraße, en Lüneburg. El 17 de noviembre de 1945 es sentenciada a diez años de prisión.

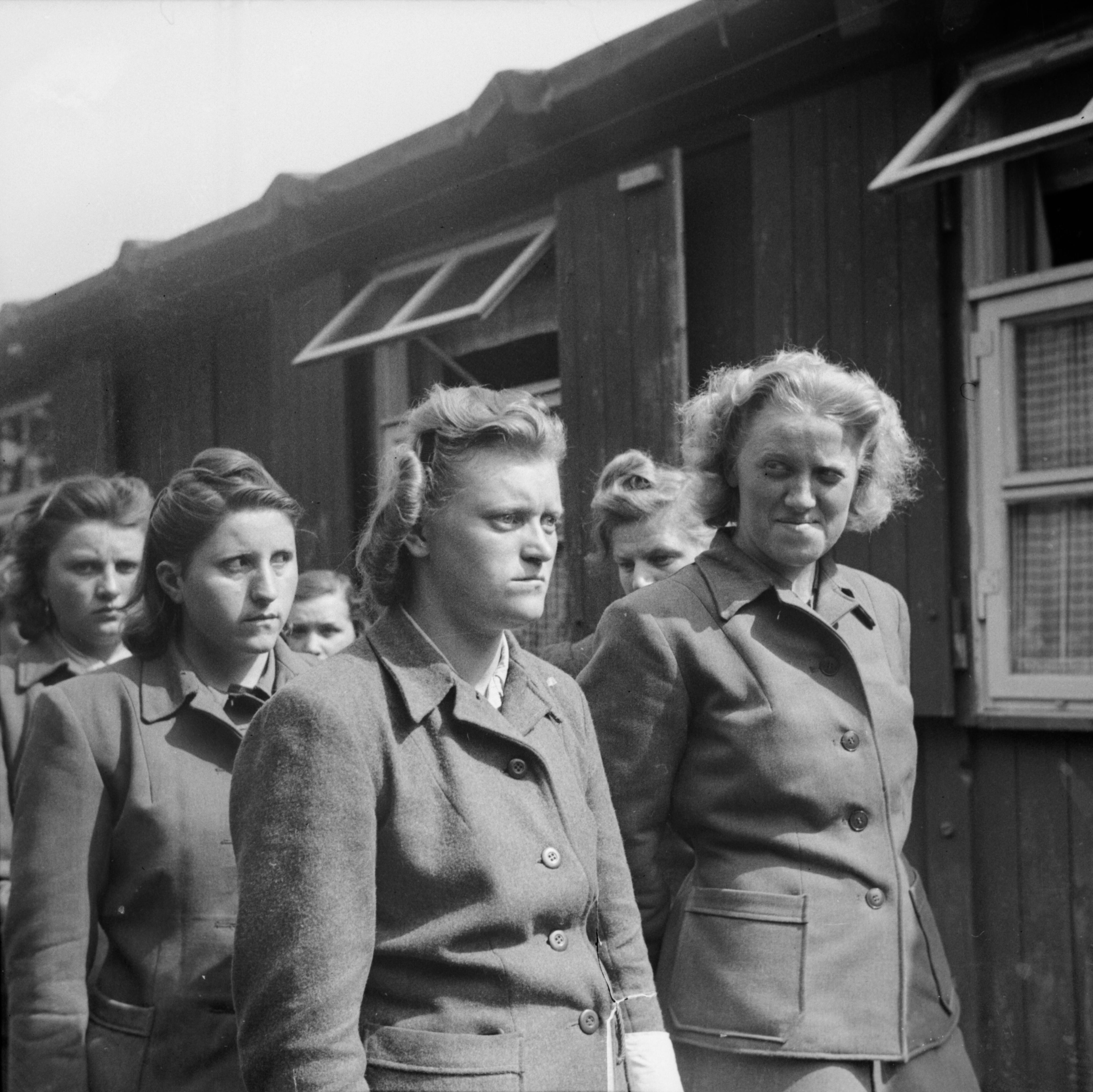
Hildegard Kanbach, Magdalene Kessel, Irene Haschke, Herta Ehlert y Hertha Bothe brevemente después de su arresto.

Fue liberada el 21 de diciembre de 1951.